# Аббасабад (Урмія)
Аббасабад (перс. عباس‌آباد) — село в Ірані, входить до складу дехестану Південний Назлуй у Центральному бахші шахрестану Урмія провінції Західний Азербайджан.